# نیاز (دهگلان)
نیاز (دهگلان)، روستایی از توابع دهستان ئیلاق شمالی در بخش مرکزی شهرستان دهگلان است 
در استان کردستان ایران است.

## جمعیت
این روستا در دهستان ایلان شمالی قرار دارد و براساس سرشماری مرکز آمار ایران در سال ۱۳۸۵، جمعیت آن ۳۸۱ نفر (۸۶خانوار) بوده‌است.